# Nicotinell
Nicotinell är läkemedelskoncernen Novartis varumärke för rökavvänjningsprodukter. Det verksamma ämnet i produkterna är nikotin. 
- nikotintuggummi vid tuggning avger nikotin. Tuggummina finns i styrkorna 1, 2 och 4 milligram och i frukt-, mint- och lakritssmak.
- sugtabletter som frigör nikotin som tas upp i munhålan och fortsätter ut i blodet.
- nikotinplåster som appliceras på huden och avger en konstant mängd nikotin under en 24-timmarsperiod. Plåstret finns i tre styrkor, som man kan använda för att trappa ner nikotinsuget.
- Snickaren, programledaren och komikern Martin Timell har gjort reklam för produkten.